# Îlet Percé
L'Îlet Percé est une petite île inhabitée de la presqu'île de Sainte-Anne en Martinique. Il appartient administrativement à Sainte-Anne.
Il fait partie de la réserve naturelle nationale des îlets de Sainte-Anne.

## Géographie
De forme arrondie, il est situé sur la côte est de la presqu'île de Sainte-Anne, face à l'Atlantique, entre l'îlet à Toiroux au Sud et l'îlet Hardy au Nord.